# Siao-cung (Sung)
Siao-cung (čínsky pchin-jinem Xiàozōng, znaky 孝宗; 27. listopadu 1127 – 28. června 1194), vlastním jménem zprvu Čao Po-cchung (čínsky pchin-jinem Zhào Bócóng, znaky zjednodušené 赵伯琮, tradiční 趙伯琮), po několika změnách nakonec Čao Šen (čínsky pchin-jinem Zhào Shèn, znaky zjednodušené 赵昚, tradiční 趙昚), z dynastie Sung v letech 1162–1189 vládl čínské říši Sung. Nastoupil po svém adoptivním otci, císaři Kao-cungovi. Vládl 27 let, do roku 1189, kdy abdikoval ve prospěch svého syna Kuang-cunga.

## Život
Siao-cung se narodil jako Čao Po-cchung roku 1127 Čao C'-čchengovi, v šesté generaci potomkovi Tchaj-cua, zakladatele dynastie Sung. Téhož roku sungská říše ztratila severní Čínu a na zbylém území převzal vládu císař Kao-cung. Kao-cungův jediný syn zemřel v dětském věku roku 1130 a více synů císař neměl. Povolal proto roku 1133 do paláce svého vzdáleného příbuzného malého Čao Po-cchunga, kterému změnil jméno na Čao Jüan. Po mnohaletém váhání a marném očekávání vlastního syna v dubnu 1160 Čao Jüana adoptoval, přičemž mu změnil jméno na Čao Wej. Nakonec ho v červenci 1162 opět přejmenoval na Čao Šena a jmenoval korunním princem. O dvanáct dní později abdikoval a Čao Šen se stal císařem.
Jako císař roku 1165 uzavřel mír s říší Ťin na severu a rehabilitoval generála Jüe Feje. Následovala klidná vláda, která říši Sung přinesla mír a prosperitu, nejlepší čtvrtstoletí za celé období Jižní Sung. Od ostatních jihosungských vládců se Siao-cung lišil také tím, že nepřipustil existenci silného a všemocného císařského rádce (caj-siang) a osobně stál v čele vlády.

## Rodina
Hodnost císařovny držela od roku 1127 první manželka Siao-cunga příjmením Kuo (郭, 1126–1156), posmrtným jménem císařovna Čcheng-mu (成穆皇后), po ní se císařovnou stala paní Sia (夏, † 1167), posmrtným jménem císařovna Čcheng-kung (成恭皇后), po ní se císařovnou stala paní Sie (謝, 1132–1203), posmrtným jménem císařovna Čcheng-suej (成肅皇后). Kromě nich měl císař ještě několik dalších žen a konkubín.
Siao-cung byl otcem dvou dcer a čtyř synů:
- Čao Čchi (赵愭, 1144–1167), od 1165 korunní princ;
- Čao Kchaj (趙愷, 1146–1180);
- Čao Tun (赵愭, 1147–1200), od roku 1171[2] korunní princ, nástupce Sien-cunga jako císař Kuang-cung, vládl v letech 1189–1194;
- Čao Kche (趙恪).